# Bernardita Catalla
Bernardita Leonido Catalla (Makati, 18 de fevereiro de 1958 — Beirute, 2 de abril de 2020) foi uma diplomata de carreira das Filipinas nomeada pela última vez como embaixadora das Filipinas no Líbano. Antes, foi designada em Hong Kong, Indonésia e Malásia.
No dia 2 de abril de 2020, morreu de COVID-19 em Beirute, Líbano.